# Francisco Ortega
Pour les articles homonymes, voir Ortega.
Francisco Ortega est un footballeur argentin né le 19 mars 1999 à Santa Fe. Il évolue au poste de milieu de terrain à l'Olympiakós.

## Biographie

### En sélection
Avec les moins de 20 ans, il participe au championnat sud-américain des moins de 20 ans en début d'année 2019. Lors de cette compétition, il joue six matchs. L'Argentine se classe deuxième du tournoi, derrière l'Équateur. Il dispute ensuite quelques mois plus tard la Coupe du monde des moins de 20 ans organisée en Pologne. Lors du mondial junior, il est titulaire et joue quatre matchs. L'Argentine s'incline en huitième de finale face au Mali, après une séance de tirs au but.

## Palmarès

### En Club
- Olympiakós :
  - Ligue Europa Conférence
    - Vainqueur : 2024.

  - Championnat de Grèce (1) :
    - Champion : 2025.

  - Coupe de Grèce (1) :
    - Vainqueur : 2025.

### En sélection
- Argentine -20 ans :
  - Finaliste du championnat sud-américain des moins de 20 ans en 2019.